# Ulrich Chomche
Pour les articles homonymes, voir Ulrich.
Ulrich Kamka Chomche, né le  30 décembre 2005 à Bafang au Cameroun, est un joueur camerounais de basket-ball évoluant au poste de pivot. Il mesure 2,09 m.

## Biographie

### Jeunesse
Chomche commence à jouer au basket-ball à l'âge de 11 ans en raison de la pression de ses pairs, car il était le plus grand enfant de son quartier. Un an plus tard, il rejoint la NBA Academy Africa (en) à Saly, au Sénégal, et commence à étudier l'anglais. Chomche a participé au camp Basketball Without Borders (en) 2022 au Caire et est nommé meilleur défenseur parmi les garçons du camp,.

### Carrière professionnelle

#### FAP (2022)
Chomche a fait ses débuts dans la Basketball Africa League (BAL) à l'âge de 16 ans en 2022, en jouant pour le club camerounais du FAP Basketball dans le cadre du programme BAL Elevate. Ce programme a attribué des joueurs de la NBA Academy Africa à des équipes professionnelles. Il a des moyennes de 2,1 points et 3,7 rebonds en 11,3 minutes par match et aide FAP à terminer à la quatrième place. Le 16 avril, il a pris sept rebonds, un record en carrière, contre Petro de Luanda.

#### REG (2023)
L'année suivante, en 2023, Chomche est sélectionné par le Rwanda Energy Group BBC (en) pour une deuxième saison consécutive en BAL. Au cours du tournoi, il reçoit les éloges de l'ancien joueur NBA Joakim Noah
En mars 2024, Chomche est sélectionné par le club rwandais de l'Armée Patriotique Rwandaise Basketball Club (en) pour la saison 2024 de la BAL. Il choisit de ne pas intégrer l'effectif pour se préparer à la draft 2024 de la NBA.

#### Raptors de Toronto (depuis 2024)
Le 15 avril 2024, Chomche annonce sa candidature pour la draft 2024 de la NBA. Il est plus le jeune joueur à s'y inscrire.
Le 27 juin 2024, lors de la draft, il est sélectionné en 57e position par les Grizzlies de Memphis.
Le 6 juillet 2024, ses droits sont transférés aux Raptors de Toronto en échange des droits d'une somme d'argent. Il devient le premier joueur de la NBA Academy Africa (en) à être drafté ainsi que le premier joueur à être sélectionné directement depuis une académie NBA. Il est également le premier ancien joueur de la BAL à être sélectionné
En juillet 2024, il participe à la NBA Summer League 2024 de Las Vegas. 
Le 10 juillet 2024, il signe un contrat two-way en faveur des Raptors de Toronto.

## Palmarès

### Universitaires
- Nike Hoop Summit (2024)